# Hygrotus enneagrammus
Hygrotus enneagrammus är en skalbaggsart som först beskrevs av Ahrens 1833.  Hygrotus enneagrammus ingår i släktet Hygrotus och familjen dykare. Inga underarter finns listade i Catalogue of Life.

## Bildgalleri

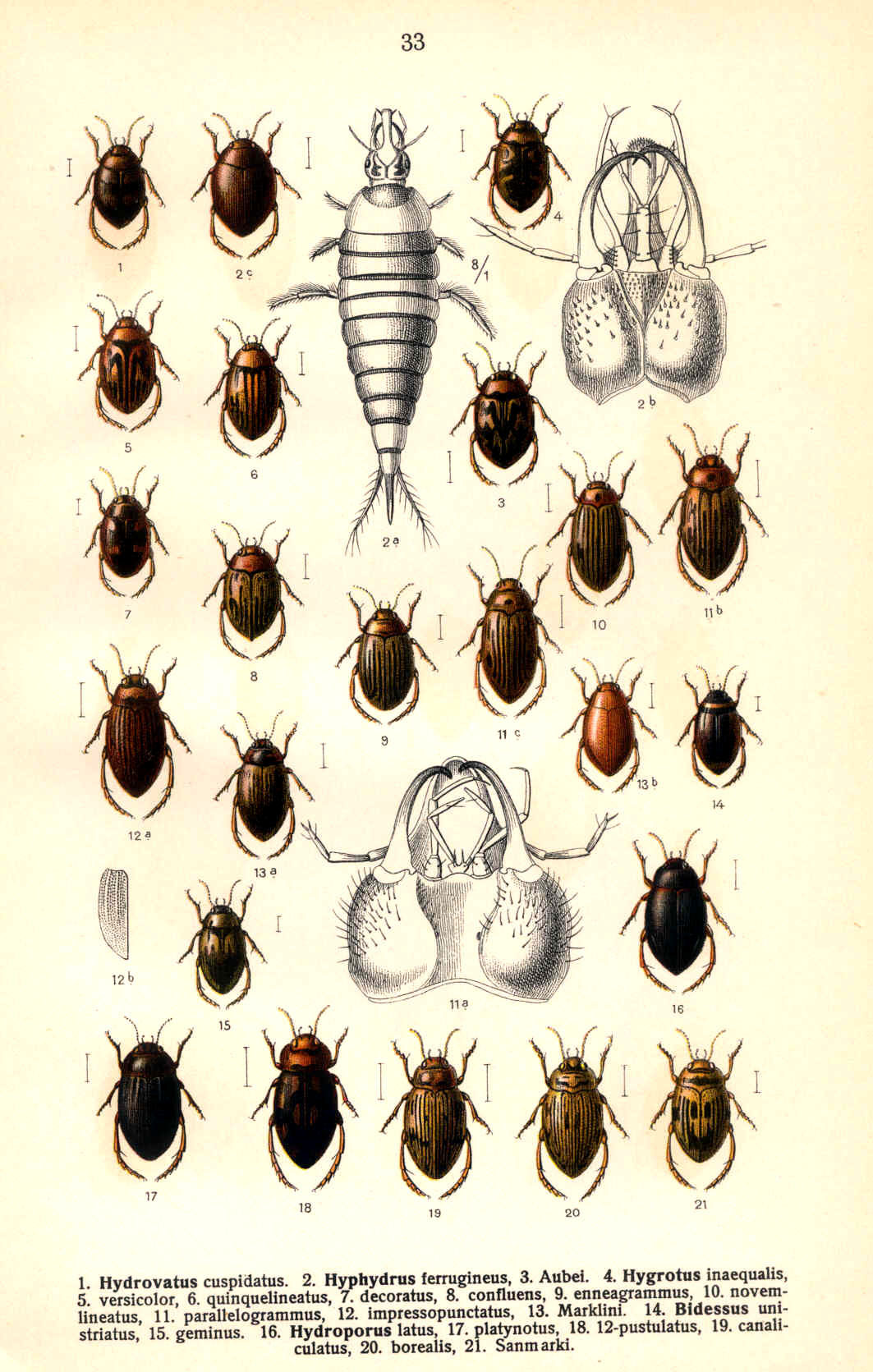